# Ifa Isfansyah
Dans ce nom indonésien, il n'y a ni nom de famille, ni patronyme.
Ifa Isfansyah, né le 16 décembre 1979 à Yogyakarta en Indonésie, est un réalisateur, scénariste et producteur indonésien.

## Biographie

### Jeunesse et formation
Ifa Isfansyah a grandi dans un petit village dans la périphérie de Yogyakarta. Enfant il jouait au football dans une équipe sponsorisée par la Muhammadiyah puis dans l'équipe de son école avec laquelle il a remporté le championnat provincial. Ifa suit des études à l'Institut indonésien des arts de Yogyakarta et en sort diplômé dans la filière Télévision.

### Débuts dans l'industrie cinématographique
Ifa commence sa carrière en fondant en 2001 le collectif Fourcolors Films spécialisé dans la production de courts métrages et co-réalise la même année avec Eddie Cahyono le court-métrage Air Mata Surga (Heaven's Tears) . En 2002, il réalise le court métrage Mayar qui marque ses débuts à l'international en étant notamment programmé au Festival du film de Hambourg 2003 et au Festival international du film de Rotterdam 2003.

### Premier succès et études à l'étranger
En 2006, Ifa réalise un nouveau court métrage intitulé Harap Tenang, Ada Ujian! (Be Quiet, Exams Underway!) qui traite du tremblement de terre de Jogyakarta qui tua plus de six mille personnes. Ce film permet à Ifa de remporter le Citra Award du meilleur court métrage en 2006 et est programmé dans plusieurs festivals internationaux.
La même année, il est choisi pour intégrer l'Asian Film Academy, un programme éducatif organisé par le Festival international du film de Busan pour encourager les jeunes talents asiatiques et développer leurs réseaux dans toute l'Asie et remporte une bourse d'études pour intégrer l'école de cinéma Im Kwon Taek à l'université de Dongseo (en) où il étudiera pendant deux ans.

### Passage aux longs métrages
Ifa réalise son premier en long-métrage, Garuda di Dadaku (en), en 2009. Le film est un succès au box office indonésien en réunissant 1,3 million de spectateurs et reçoit quatre nominations au Festival du film indonésien 2009.
En 2011, Ifa réalise Sang Penari (en) dont le scénario est inspiré de la trilogie Ronggeng Dukuh Paruk d'Ahmad Tohari (en). Le film est un succès critique et Tohari déclare que «le film représente parfaitement les idées qu'il souhaitait transmettre dans le livre». Sang Penari reçoit neuf nominations au Festival du film indonésien 2011 et remporte quatre Citra Awards, dont celui du meilleur film et du meilleur réalisateur, le premier pour Ifa. Le film est également sélectionné pour représenter l'Indonésie à l'Oscar du meilleur film international lors de la 85e cérémonie des Oscars mais n'a pas été retenu parmi les cinq nommés.
Entre 2012 et 2013, Ifa réalise neuf longs métrages sans retrouver pour le moment le succès de ses films précédents.
En 2024, avec sa femme Kamila Andini, il coréalise la série Cigarette Girl (en) (Gadis Kretek).

### Carrière de producteur
Parallèlement à sa carrière de réalisateur, Ifa continue de développer Fourcolors Films en produisant de nombreux courts métrages. En 2012, la société produit son premier long métrage, Rumah dan Musim Hujan réalisé par Ifa. Fourcolors Films produit plusieurs films indonésiens à succès dont Turah (en) de Wicaksono Wisnu Legowo qui représente l'Indonésie aux Oscars en 2018, Kucumbu Tubuh Indahku de son beau-père Garin Nugroho qui remporte le Citra Awards du meilleur film en 2019 et Yuni (en) de sa femme Kamila Andini qui représente l'Indonésie aux Oscars en 2022.

## Vie privée
En mars 2012, il épouse la réalisatrice indonésienne Kamila Andini avec qui il a eu une fille en 2013.

## Filmographie
| Année de sortie | Titre du film                              | Rôle       | Rôle       | Rôle        | Note                     |
| Année de sortie | Titre du film                              | Scénariste | Producteur | Réalisateur | Note                     |
| --------------- | ------------------------------------------ | ---------- | ---------- | ----------- | ------------------------ |
| 2006            | Harap Tenang, Ada Ujian!                   | Oui        | Non        | Oui         | Court métrage            |
| 2008            | 9808 Antologi 10 Tahun Reformasi Indonesia | Non        | Non        | Oui         |                          |
| 2009            | Garuda di Dadaku                           | Non        | Non        | Oui         |                          |
| 2011            | Rindu Purnama                              | Oui        | Non        | Non         |                          |
| 2011            | Belkibolang                                | Non        | Non        | Oui         | Segment : Percakapan Ini |
| 2011            | Sang Penari                                | Oui        | Non        | Oui         |                          |
| 2012            | Ambilkan Bulan                             | Non        | Non        | Oui         |                          |
| 2012            | Rumah dan Musim Hujan                      | Oui        | Oui        | Oui         |                          |
| 2013            | 9 Summers 10 Autumns                       | Oui        | Non        | Oui         |                          |
| 2013            | Isyarat                                    | Non        | Oui        | Non         |                          |
| 2014            | Pendekar Tongkat Emas                      | Oui        | Non        | Oui         |                          |
| 2014            | Siti                                       | Non        | Oui        | Non         |                          |
| 2016            | Pesantren Impian                           | Non        | Non        | Oui         |                          |
| 2016            | Turah                                      | Non        | Oui        | Non         |                          |
| 2016            | Catatan Dodol Calon Dokter                 | Non        | Non        | Oui         |                          |
| 2018            | Hoax                                       | Oui        | Oui        | Oui         |                          |
| 2018            | Koki-Koki Cilik                            | Non        | Non        | Oui         |                          |
| 2018            | Sekala Niskala                             | Non        | Oui        | Non         |                          |
| 2018            | Petualangan Menangkap Petir                | Non        | Oui        | Non         |                          |
| 2019            | Kucumbu Tubuh Indahku                      | Non        | Oui        | Non         |                          |
| 2019            | Mountain Song                              | Non        | Oui        | Non         |                          |
| 2020            | Abracadabra                                | Non        | Oui        | Non         |                          |
| 2020            | Quarantine Tales                           | Oui        | Non        | Oui         | Segment : Cook Book      |
| 2021            | Yuni                                       | Non        | Oui        | Non         |                          |
| 2021            | Losmen Bu Broto                            | Non        | Non        | Oui         |                          |

## Récompenses

### Citra Awards
| Year | Category                  | Work                     | Result     | Notes                                        | Ref.   |
| ---- | ------------------------- | ------------------------ | ---------- | -------------------------------------------- | ------ |
| 2006 | Meilleur court métrage    | Harap tenang, ada ujian! | Lauréat    |                                              | [ 12 ] |
| 2011 | Meilleur scénario         | Sang Penari              | Nomination | partagé avec Salman Aristo et Shanty Harmayn | [ 12 ] |
| 2011 | Meilleur réalisateur      | Sang Penari              | Lauréat    |                                              | [ 12 ] |
| 2013 | Meilleure scénario adapté | Habibie & Ainun          | Lauréat    | partagé avec Ginatri S. Noer                 | [ 12 ] |
| 2015 | Meilleur film             | Siti                     | Nomination |                                              | [ 12 ] |
| 2019 | Meilleur film             | Kucumbu Tubuh Indahku    | Lauréat    |                                              | [ 12 ] |
| 2021 | Meilleur film             | Yuni                     | Nomination | partagé avec Chand Parwez Servia             | [ 12 ] |